# Mistrzostwa Kazachstanu w Skokach Narciarskich 2016
Mistrzostwa Kazachstanu w Skokach Narciarskich 2016 – zawody mające na celu wyłonić mistrza Kazachstanu w skokach narciarskich, które zostały rozegrane w dniach 20–21 października 2016 na skoczniach HS106 i HS140 kompleksu Gornyj Gigantw Ałmaty.
W rozegranym pierwszego dnia konkursu na skoczni normalnej zwyciężyli ex aequo Siergiej Tkaczenko i Marat Żaparow, a dzień później na konkursie.

## Wyniki

### Mężczyźni
| Msc. | Zawodnik             | Rok ur. | I seria | II seria |
| ---- | -------------------- | ------- | ------- | -------- |
| 1.   | Siergiej Tkaczenko   | 1999    | 99,0 m  | 98,5 m   |
| 1.   | Marat Żaparow        | 1985    | 97,5 m  | 99,0 m   |
| 3.   | Konstantin Sokolenko | 1987    | 96,5 m  | 93,5 m   |

| Msc. | Zawodnik           | Rok ur. | I seria | II seria |
| ---- | ------------------ | ------- | ------- | -------- |
| 1.   | Siergiej Tkaczenko | 1999    | 135,0 m | 128,0 m  |
| 2.   | Marat Żaparow      | 1985    | 130,0 m | 126,0 m  |
| 3.   | Sabirżan Muminow   | 1994    | 123,5 m | 126,5 m  |